# Shigeyasu Yamauchi
Shigeyasu Yamauchi (山内 重保, Yamauchi Shigeyasu) est un réalisateur japonais né le 10 avril 1953 à Hokkaidō. Il a notamment travaillé pour Ashi Productions et Toei Animation.

## Filmographie
- 2008 : Casshern Sins
- 2005 - 2006 : Blood+
- 2005 : Xenosaga
- 2003 : Ring ni kakero
- 2003 : Ashita no Nadja
- Canon
- Magical DoReMi
- 2001 ; Digimon Adventure 02
- Brain Powerd
- One Piece
- Cowboy Bebop
- Docteur Slump
- Hana yori dango
- Dragon Quest
- Dragon Ball GT
- Dragon Ball Z
- Dragon Ball
- Les Guerriers d'Abel
- La Guerre des dieux
- Tenkai-hen Josō: Overture
- Saint Seiya